# GAGFAH
GAGFAH est une entreprise allemande du secteur du bâtiment qui faisait partie du MDAX.